# KolourPaint
KolourPaint ist ein freies einfaches Zeichenprogramm für die grafische Benutzeroberfläche KDE, das ab der Version 3.3, die im August 2004 herauskam, seinen Vorgänger KPaint ablöste. Es besitzt einfache Zeichenwerkzeuge, ermöglicht jedoch keine komplizierten Manipulationen von Fotos. Mit KolourPaint kann man
- Diagramme, einfache Bilder und Freihandbilder zeichnen
- Bilder und Fotos manipulieren, Collagen erstellen und mit Effekten versehen
- Icons und Cliparts erstellen, auch mit Transparenz.

KolourPaint unterstützt eine ganze Reihe verschiedener Bildformate, so auch JPG, PNG, PCX, XPM und GIF, jedoch keine Formate für Vektorgrafiken.
Das Programm wird als KDE-Äquivalent zum Programm Paint von Microsoft Windows angesehen.

## Screenshots

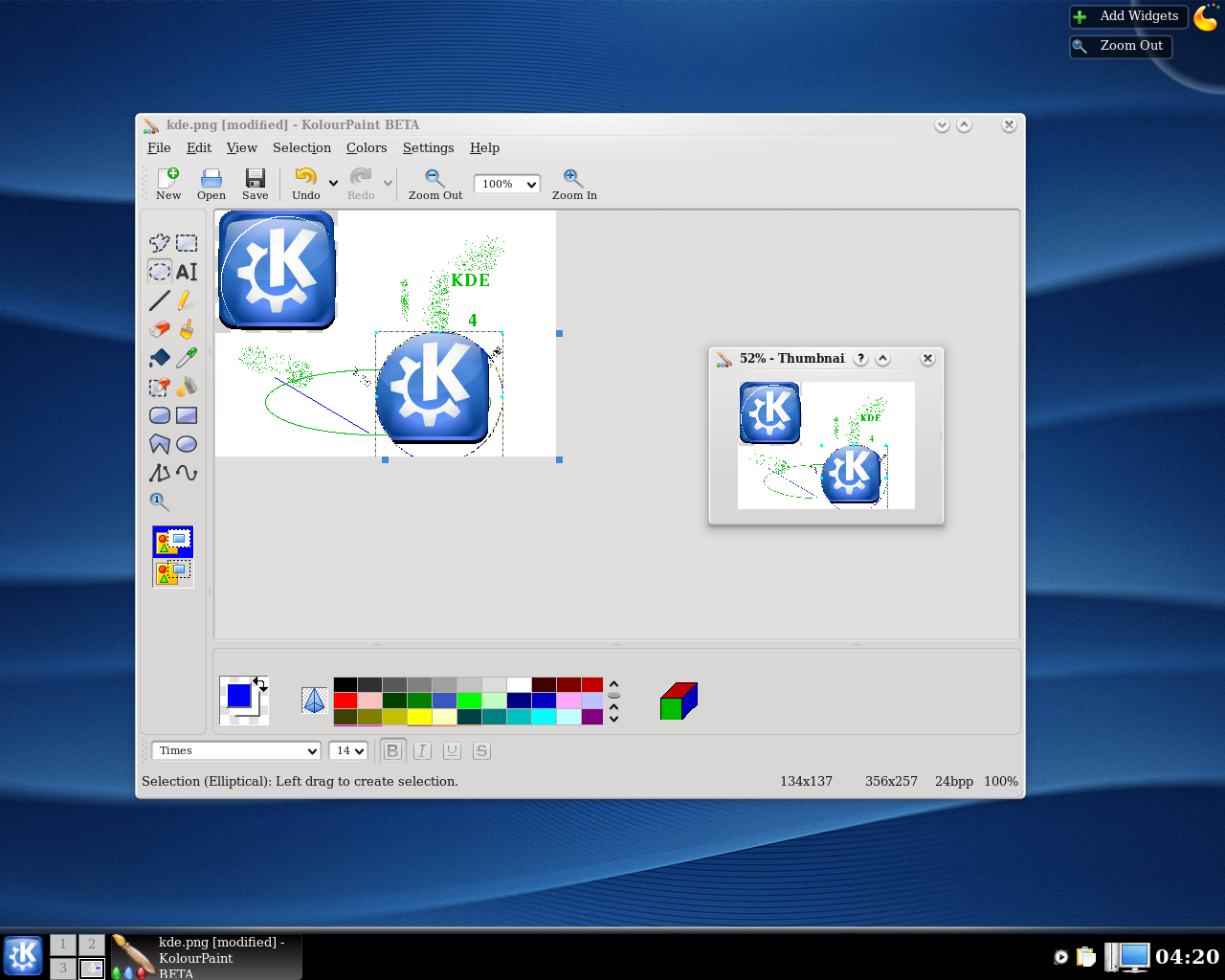
KolourPaint unter KDE 4